# Centrodera spurca
Centrodera spurca là một loài bọ cánh cứng trong họ Cerambycidae.